# Ian Reutemann
Ian Reutemann (Humboldt, Provincia de Santa Fe, Argentina; 7 de marzo de 2003) es un piloto argentino de automovilismo. En 2019 fue subcampeón del TC Pista Mouras, y de las divisionales Series y V6 del Top Race en 2020 y 2021 respectivamente. Actualmente corre en el TC Pista.
Entre sus relaciones, Ian es sobrino nieto del expiloto de Fórmula 1 Carlos Reutemann.

## Resumen de carrera
| Temporada | Categoría                | Equipo                        | Carreras     | Victorias    | Poles        | VR           | Podios       | Puntos       | Pos.         |
| --------- | ------------------------ | ----------------------------- | ------------ | ------------ | ------------ | ------------ | ------------ | ------------ | ------------ |
| 2018      | Fórmula Metropolitana    | AA Racing                     | 2            | 0            | 0            | 0            | 0            | 1            | 27.º         |
| 2019      | Turismo Nacional Clase 2 | Martos Med Team               | 3            | 0            | 0            | 0            | 0            | 20           | 36.º         |
| 2019      | Fórmula Renault Plus     | MR Racing                     | 13           | 3            | 6            | 3            | 8            | 187          | 7.º          |
| 2019      | TC Pista Mouras          | RUS MED Team                  | 15           | 4            | 7            | 4            | 7            | 563.5        | 2.º          |
| 2020      | Top Race Series          | Pfening Competición           | 12           | 3            | 3            | 2            | 7            | 142          | 2.º          |
| 2020      | TC Mouras                | RUS Med Team                  | 2            | 0            | 1            | 0            | 0            | 234.5        | 6.º          |
| 2020      | TC Mouras                | Galarza Racing                | 7            | 1            | 2            | 0            | 3            | 234.5        | 6.º          |
| 2021      | Súper TC 2000            | TGR Junior Team               | 18           | 0            | 0            | 0            | 0            | 0            | 20.º         |
| 2021      | Top Race V6              | Toyota Gazoo Racing Argentina | 12           | 3            | 1            | 3            | 8            | 193          | 2.º          |
| 2021      | TC Pista                 | SAP Team by De Bonis          | 15           | 0            | 0            | 2            | 2            | 429          | 4.º          |
| 2022      | Top Race V6              | Toyota Gazoo Racing Argentina | 24           | 2            | 0            | 2            | 3            | 148          | 7.º          |
| 2022      | TC Pick Up               | Jalaf Competición             | 3            | 0            | 0            | 0            | 0            | 45           | 44.º         |
| 2022      | TC Pista                 | RUS Med Team                  | 4            | 0            | 0            | 0            | 0            | 79           | 38.º         |
| 2023      | TC Pista                 | Azar Motorsport               | Disputándose | Disputándose | Disputándose | Disputándose | Disputándose | Disputándose | Disputándose |
| Fuente:   |                          |                               |              |              |              |              |              |              |              |

## Resultados

### Súper TC 2000
| Año  | Equipo          | Auto               | 1    | 2    | 3     | 4     | 5  | 6  | 7   | 8   | 9      | 10     | 11  | 12  | 13  | 14  | 15    | 16  | 17  | 18  | 19  | 20    | 21    | 22   | Res. | Puntos | Ref.  |
| ---- | --------------- | ------------------ | ---- | ---- | ----- | ----- | -- | -- | --- | --- | ------ | ------ | --- | --- | --- | --- | ----- | --- | --- | --- | --- | ----- | ----- | ---- | ---- | ------ | ----- |
| 2021 |                 |                    | BA I | BA I | BA II | BA II | AG | AG | SNI | SNI | BA III | BA III | PAR | PAR | TOA | TOA | BA IV | VIL | VIL | ROS | ROS | AG II | AG II | BA V | -    | 0      | [ 3 ] |
| 2021 | TGR Junior Team | Toyota Corolla XII |      |      |       |       | 18 | 14 | Ret | Ret | 15     | 13     | 16  | 14  | 16  | 14  | 11    | 9   | 15  | 10  | Ret | 15    | 12    | 12   | -    | 0      | [ 3 ] |